# Economia empresarial
A Economia empresarial, como um campo da economia aplicada faz uso da teoria econômica e de métodos quantitativos para analisar empresas de negócios e os fatores que contribuem para a diversidade das estruturas organizacionais e as relações das empresas com os mercados de trabalho, o capital e os mercados de produtos. Um foco profissional do jornal Business Economics foi mencionado como uma forma de fornecer “informação prática para quem queira aplicar a economia nos seus empregos.”

## Objeto de estudo
A economia empresarial está ligada a assuntos e problemas económicos relacionados com a organização empresarial, gestão e estratégias. Existem questões e problemas, como a necessidade de explicar a razão do surgimento e existência das empresas, porque é que expandem de forma horizontal, vertical e espacial; o papel dos empresários e do empreendedorismo; a importância da estrutura organizacional; a relação das empresas com os empregados, os fornecedores de capital, os clientes, o governo, a interação entre as empresas e o ambiente empresarial.

## A ambiguidade no uso do termo
O termo 'economia empresarial' é usado de várias formas. Por vezes é usado como um sinónimo para economia industrial ou organização industrial, economia gerencial e economia para empresas. Contudo, ainda há diferenças significativas na utilização de ‘economia para empresas’ e ‘economia gerencial’, sendo o último usado de uma forma mais limitada. Uma perspectiva das diferenças entre estas seria o facto de a economia empresarial ter um alcance mais amplo que a economia industrial na medida em que envolve não só a “indústria” mas também as empresas do setor terciário. A economia empresarial tem em consideração a doutrina principal da economia mas também foca em aplicar esta doutrina no mundo real dos negócios. A economia gerencial é a aplicação de métodos económicos no processo gerencial de tomada de decisões.

## Interpretações da economia empresarial de várias universidades
Várias universidades oferecem cursos de Economia Empresarial, assim como uma vasta gama de interpretações do significado do termo. A University of East London define o objeto de estudo deste grau académico como vendo a ação da teoria económica nas atividades empresariais e organizações, argumentando que “Em termos gerais, a Economia Empresarial lida com questões como a forma como os mercados trabalham, o que fazem as empresas, quais os seus motivos e como atuam e o papel do governo em regular a atividade empresarial”. O programa da Universidade de Harvard utiliza métodos económicos para analisar aspetos práticos das empresas, como administração empresarial, gestão e campos relacionados com a economia empresarial.
A Universidade de Miami define a Economia Empresarial como algo que envolve o estudo de como fazemos uso dos nossos recursos para a produção, distribuição e consumo de bens e serviços. Isto requer que os economistas empresariais analisem instituições sociais, bancos, o mercado acionista, o governo e a sua conexão com negociações laborais, impostos, comércio internacional e questões urbanas e ambientais.
Os cursos da Universidade de Manchester interpretam a Economia Empresarial como algo relacionado com a análise económica de como as empresas contribuem para o bem-estar da sociedade em vez de contribuírem para o bem-estar de apenas uma pessoa ou  empresa. Isto é feito através da análise da relação entre a posse, o controlo e os objectivos de uma empresa, as teorias do crescimento da empresa, a teoria do comportamento da empresa, teorias do empreendedorismo, os fatores que influenciam a estrutura, conduta e desempenho de uma empresa ao nível industrial.

## Jornais
- Business Economics: Descrição e resumos de artigos publicados.